# Porculanski lončić
Porculanski lončić je vrsta laboratorijskog posuđa koje se koristi za žarenje i spaljivanje uzoraka tvari ili taloga na filtar-papiru uz pomoć plamenika ili električne peći. Glaziran je i smije se zagrijavati do maksimalne temperature od 1100 °C. Zagrijava ga se polagano, prvo čađavim, a zatim oksidiranim plamenom, te se hladi obrnutim redoslijedom zagrijavanja, te puštanjem da se ohladi sam od sebe na sobnu temperaturu. Porculanski lončići često su opremljeni i s porculanskim poklopcem.